# Janto y Balio

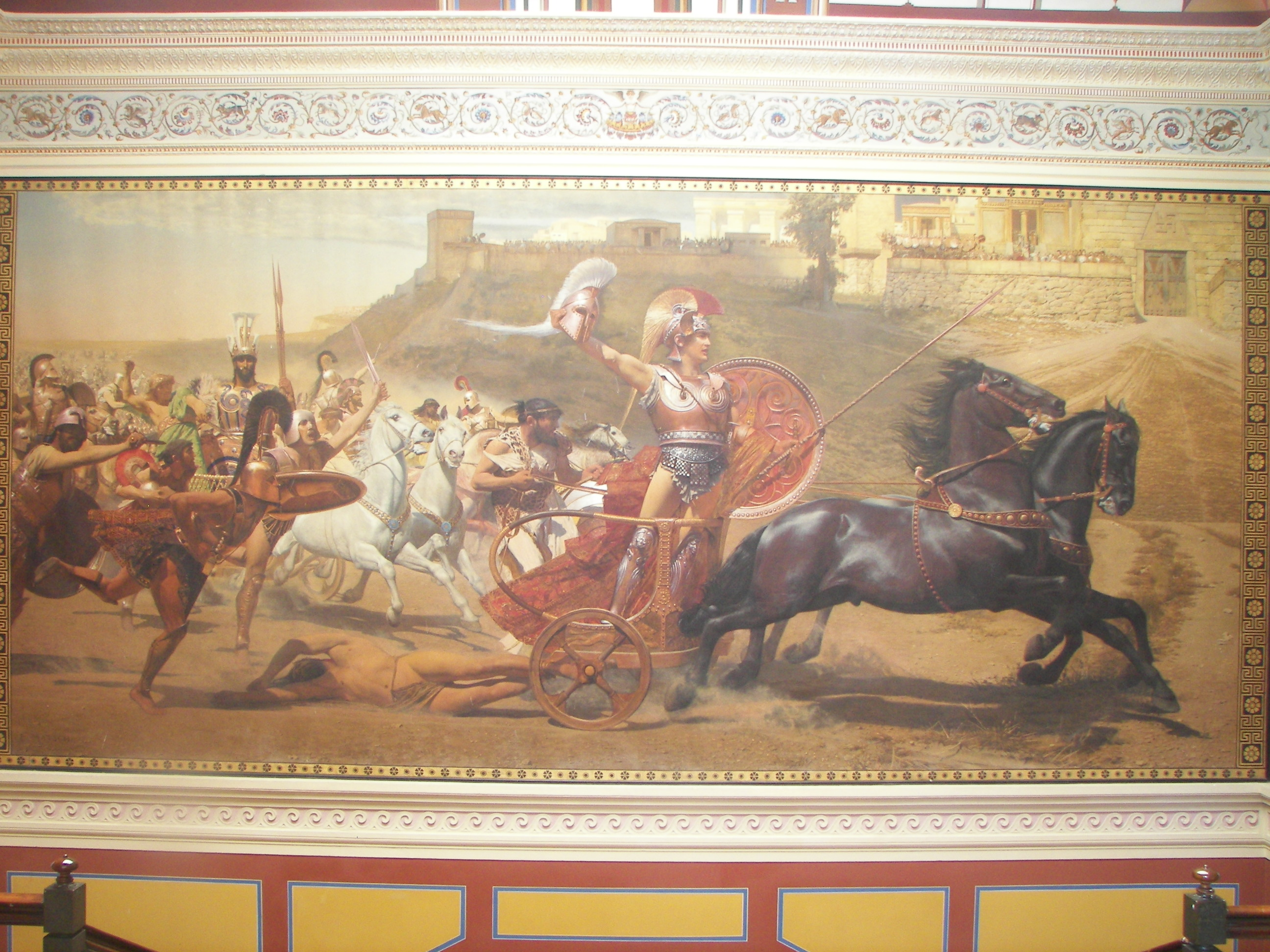
Fresco de finales del s. XIX, obra de Franz von Matsch (1861 - 1952), en el Aquileón: El carro de Aquiles arrastra el cuerpo de Héctor.

En la mitología griega, Janto o Jante (en griego Χάνθος) y Balio (Βαλίος) eran dos caballos inmortales, hijo del dios del viento de oeste, Céfiro, y de Podarge, una de las Harpías:

«Automedonte le unció bajo el yugo los ligeros caballos, Janto y Balio, que alzaban el vuelo con los vientos. Los había concebido por obra del viento Zéfiro la Harpía Podarga cuando pacía en un prado a orillas de la corriente del Océano».

Al parecer Janto y Balio eran acompañados por un tercer caballo, Pédaso:

«En los arneses suplementarios puso al intachable Pédaso, que Aquiles había conducido al conquistar la ciudad de Eetión y que, aun siendo mortal, acompañaba a caballos inmortales».

Parece que los caballos tuvieron su participación durante la Gigantomaquia:

«Janto y Balio, los caballos de Aquiles, pertenecieron antaño a los gigantes y se dice que fueron los únicos que lucharon junto a los dioses contra sus hermanos».

O bien Janto y Balio fueron otrora titanes:

«Diodoro dice, siguiendo el relato de los mitos, que Janto y Balio eran primero titanes y que acudieron en ayuda de Zeus, Janto como compañero de Poseidón y Balio de Zeus; que en la batalla pidieron cambiar de forma, puesto que les avergonzaba que sus hermanos titanes los vieran, y que su petición fue atendida; y que fueron éstos, metamorfoseados en caballos, los que fueron entregados a Peleo. Esta es la razón, añade Diodoro, por la que Janto pudo profetizar la muerte a Aquiles».

También se dice que, durante las bodas de Tetis y Peleo, todos los dioses principales les obsequiaron con maravillosos presentes. Zeus le regaló a Tetis la alas de Arce. El resto obsequiaron distintos presentes, a saber:

«Se dice que Peleo, con ocasión de su boda, recibió un cuchillo de Hefesto, de Afrodita un cuenco con un relieve de Eros, de Poseidón los caballos Jante y Balio, de Hera una clámide, de Atenea una flauta y de Nereo una cesta de sal "divina"».

Homero relata que Aquiles reprochó a ambos corceles que hubieran sido incapaces de evitar la muerte de Patroclo, a lo que Janto, dotado momentáneamente de voz por la diosa Hera, respondió que Apolo y el destino habían causado la muerte a Patroclo, otorgándole la gloria por el hecho a Héctor, y que para él mismo el destino había decretado la muerte en manos de un dios y un hombre.
A estos caballos Aquiles ató el cuerpo de Héctor para injuriarlo en muerte.
En otra variante del mito a los caballos se los denomina como Janto y Podarces, y se dice que son los caballos del rey ateniense Erecteo, y que nacieron de Aelo y Bóreas, el viento del norte.